# 上六府
上六府指中國明清時期廣東省轄下的北部六府（相對於南部的下四府）：
- 廣州府
- 肇慶府
- 南雄府
- 韶州府
- 惠州府
- 潮州府

|  | 这是一个同类索引条目，列出擁有相同或近似名稱的同類型項目。 若您循內部連結來到此頁面，請考慮修正該，將其指向正確的條目。 |